# Fundação de Cultura de Mato Grosso do Sul
A Fundação de Cultura de Mato Grosso do Sul é um órgão público, vinculada à Secretaria de Estado de Turismo, Esporte e Cultura, que executa as políticas públicas de cultura do estado. É uma das nove fundações que integram o Governo de Mato Grosso do Sul.

## Histórico e atribuições
Foi criada em 6 de dezembro de 1983, subordinada à Secretaria de Estado de Desenvolvimento Social. Com a criação da pasta de Cultura e Desporto, em 1985, a fundação passou a ficar sob a nova administração. Entre idas e vindas, atualmente a autarquia está vinculada à Secretaria de Estado de Governo e Gestão Estratégica.
Entre suas atribuições está promover e desenvolver as diversas manifestações artístico-culturais sul-mato-grossenses, por meio de ações globais e as mais variadas atividades.